# Affaire Roger Matassoli
Pour un article plus général, voir Abus sexuels sur mineurs dans l'Église catholique en France.
L'affaire Roger Matassoli est une affaire criminelle française liée au meurtre d'un prêtre catholique français, Roger Matassoli, survenu le 4 novembre 2019. Ce dernier est accusé par ailleurs d'avoir agressé sexuellement des enfants entre 1962 et 2019.
Le meurtrier, âgé de 19 ans, est une de ses victimes alléguées. Il est déclaré pénalement irresponsable de ses actes en juillet 2021.

## Meurtre
Le 4 novembre 2019, Alexandre V., âgé de 19 ans, est arrêté au volant du véhicule de Roger Matassoli par la gendarmerie de Beaumont-sur-Oise. Il est placé en garde à vue pour des faits de rébellion et de conduite sans permis. Le père d'Alexandre est averti et se déplace au domicile du prêtre à Agnetz qu'il découvre mort. Les gendarmes se rendent sur place et constatent l'assassinat du prêtre. Il est allongé sur le dos, roué de coups, les yeux enfoncés, un crucifix dans la gorge. L’autopsie du prêtre révèle un décès par asphyxie. Alexandre V. tient aux gendarmes des propos jugés incohérents « laissant supposer d'importants problèmes mentaux ». Après sa garde à vue, il est hospitalisé sous contrainte.
Selon sa mère, son fils a été victime d'agressions sexuelles durant plusieurs années de la part de Roger Matassoli depuis l'âge de 14 ans. Le père d'Alexandre V. déclare avoir été lui-même été victime du prêtre durant son enfance. Il avait révélé les faits en 2011 à son propre père qui avait mis fin à ses jours trois mois plus tard. 
En juillet 2021, Alexandre V. est déclaré pénalement irresponsable de ses actes par la chambre de l’instruction de la cour d’appel d’Amiens. Il est transféré dans un établissement psychiatrique pour y être soigné. Il en sort en 2023.
En avril 2025, le père d'Alexandre V. se suicide par défenestration du haut du 9e étage de l'immeuble où il habitait.

## Accusations de pédophilie
L’affaire révèle le passé trouble du père Matassoli : celui-ci est accusé d’avoir abusé sexuellement de mineurs dans plusieurs communes de l’Oise, entre les années 60 et 80. Parmi les victimes : le père et l’oncle d’Alexandre V. Pour ses parents, le prêtre aurait également abusé du jeune homme. En effet, Roger Matassoli vit dans le presbytère de Saint-André-Farivillers entre 1967 et 2009.
En 1984, la sœur d’une victime, Jacques, porte plainte contre Roger Matassoli. Selon un ancien policier de Creil, le procureur de l’époque demande de la « discrétion » pour traiter le dossier. Le policier ne convoque pas le prêtre mais reçoit la famille de la victime : « Ils parlent à demi-mot : Il fallait qu’on soit à moitié nu, il fallait qu’on serve le café dans le lit… Mais ça ne va pas au bout de la chose. Par pudeur et parce que ces gens-là se sentent plus coupables que celui qui fait les choses. » Jacques se suicide en 1986. Selon la sœur de la victime, les abus infligés à son frère ont duré entre ses 6 et ses 15 ans. Elle relate une confrontation de sa famille avec Roger Matassoli qui nie les accusations. En 2002, la famille dénonce Roger Matassoli à l'évêché, sans résultat. Elle relate également avoir effectué des signalements auprès d'un conseiller municipal qui lui aurait répondu : « N'en parle pas sinon on n'aura plus de curé dans la commune ».
En 2010, lors de son arrivée dans le diocèse de Beauvais, l'évêque Jacques Benoit-Gonnin reçoit des signalements de pédophilie par une victime alléguée du prêtre pour des faits d'agressions sexuelles en 1962. L'évêque ne prévient pas la justice : « Dans les années 2010-2011, la pratique pour les évêques était de dire si les faits sont prescrits ou non, là ils l’étaient. On ne le ferait plus maintenant ». Plusieurs victimes se signalent, une enquête canonique est demandée par Rome, mais elle n'est pas menée à son terme. Il rajoute « En plus, je n'ai le témoignage que de cette victime qui ne veut pas porter plainte (...) Et puis j'ai l'abbé Matassoli qui m'explique que c'est la seule, je le crois » .
En juillet 2018, Jacques Benoit-Gonnin apprend qu'une plainte a été déposée et décide de lui retirer ses fonctions en déclarant « S'il y a une deuxième victime, c’est qu'il peut y en avoir d’autres. Je suis alors très contrarié. C’est à partir de là que je lui retire tous ses ministères car je ne peux plus le croire ». Jacques Benoit-Gonnin reconnait son inaction : « J’ai mis beaucoup de temps à écrire. Jusqu'au moment de la mort de l’abbé, je n'avais toujours rien envoyé à Rome. ».
La mort de Roger Matassoli suscite une libération de la parole pour d’autres victimes déclarées du prêtre. La cellule d’accueil et d’écoute de victimes d’abus du diocèse recueille de nouveaux témoignages, qui s’ajoutent à trois plaintes en justice contre le prêtre, dont une déposée le 29 novembre 2019 dernier pour des faits d’« abus sexuels » qui se seraient déroulés entre 1975 et 1976.

## Documentaire
Un épisode d’Enquêtes criminelles : le magazine des faits divers, présenté par Nathalie Renoux et diffusé sur W9 en janvier 2024, évoque l'affaire Roger Matassoli.

## Podcasts
- Le Parisien, « Un prêtre assassiné accusé de pédophilie : l’affaire du père Matassoli », sur YouTube, 16 décembre 2019
- Europe 1, « Hondelatte Raconte : L'affaire du curé de l’Oise », sur YouTube, 11 juilet 2024